# 方圓房服集團
方圓房地產服務集團（簡稱：方圓房服集團，港交所：8376），是方圓地產旗下的一家房地產經紀公司。
2017年10月至11月，方圓房服集團在香港進行公開招股，發售1億股，招股價介乎0.55至0.8港元，在2017年11月15日在創業板上市。

## 外部連結
- 方圓房服集團 （页面存档备份，存于）